# حسن محمود (لاعب كريكيت)
حسن محمود (12 أكتوبر 1999 - ) هو لاعب كريكت بنغلاديشي.

## وصلات خارجية
- حسن محمود على موقع إي آس بي آن كريك إنفو (الإنجليزية)